# Neuererwesen

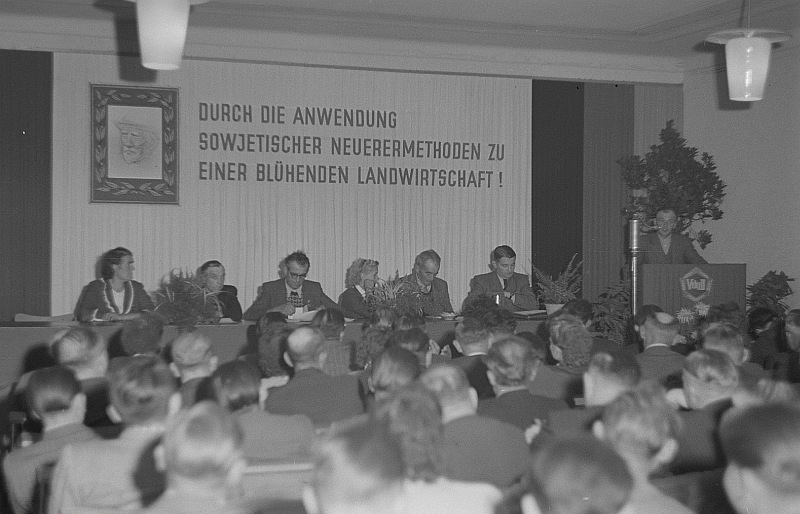
Neuerertagung der Landwirtschaft 1953 in Leipzig

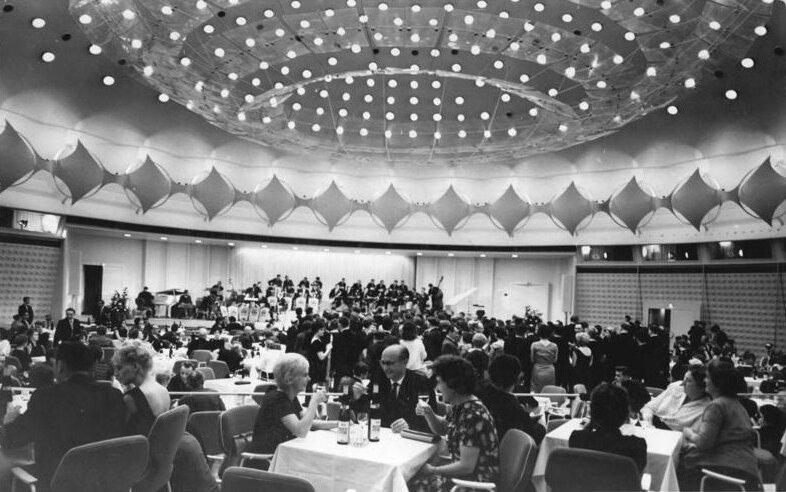
1964, Ball der Aktivisten und Neuerer in Berlin

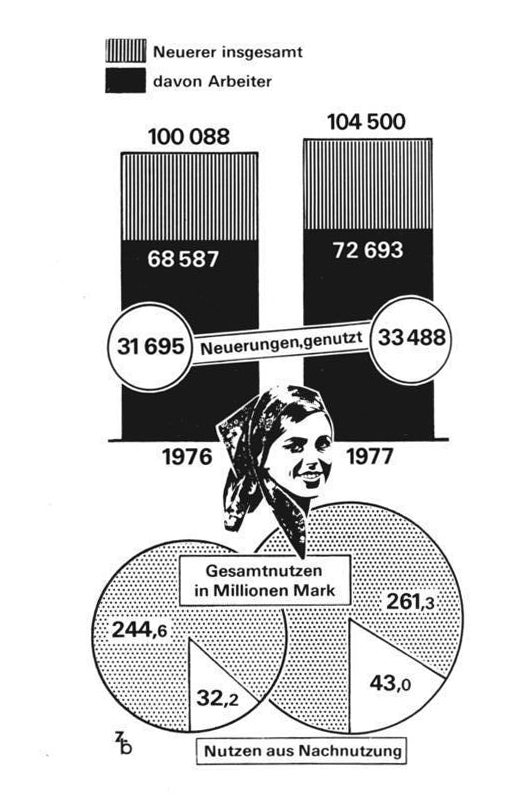
Infografik zu Neuerer in volkseigenen Betrieben der Landwirtschaft der DDR (1977)

Das Neuererwesen, auch Neuererbewegung genannt, war in der Deutschen Demokratischen Republik (DDR) ein staatlich gelenktes Verfahren, um mit Hilfe von Verbesserungsvorschlägen der Werktätigen die Produktivität zu steigern. Das ostdeutsche Neuererwesen ähnelte von seiner innerbetrieblichen Abwicklung her dem Betrieblichen Vorschlagswesen in der Bundesrepublik Deutschland.
Das Neuererwesen ist abzugrenzen von der Möglichkeit, nach dem Gesetz über die Bearbeitung der Eingaben der Bürger zur informellen Konfliktbewältigung etwa bei wirtschaftsleitenden Organen, volkseigenen Betrieben und Kombinaten sowie den sozialistischen Genossenschaften schriftlich oder mündlich Vorschläge, Hinweise, Anliegen und Beschwerden vorzubringen.

## Begriffe
Neuerer ist ein Begriff aus dem Sprachgebrauch in der DDR, der als Lehnübersetzung von russ. новатор, nowator eingeführt wurde. Er bezeichnet einen Erfinder, Entdecker oder Forscher an Hochschulen und wissenschaftlichen Einrichtungen, in den Betrieben, Kombinaten und Landwirtschaftlichen Produktionsgenossenschaften, der Vorschläge zur Verbesserung des Arbeitsablaufes, Verbesserung von Maschinen und Anlagen, zur Einsparung von Material, Energie, Arbeitsmitteln und Arbeitskräften, also zur Rationalisierung einreichte.
Der Begriff des Neuerers wurde in der DDR erst ab Anfang der 1960er Jahre systematisch verwendet, um die in der Bundesrepublik Deutschland auf dem Gebiet des Vorschlagswesens üblichen Begriffe zu ersetzen. Den Verbesserungsvorschlag nannte man Neuerervorschlag, den Einreicher Neuerer und die Gesamtheit aller Maßnahmen, mit denen die Werktätigen sich an der sozialistischen Rationalisierung beteiligten, Neuererbewegung.

## Geschichte
Das Neuererwesen hatte in der DDR einen hohen Stellenwert. Es wurde bereits vor ihrer Gründung in der Sowjetischen Besatzungszone mit der Anordnung über die Förderung des Erfinderwesens und die Auswertung des Betrieblichen Vorschlagswesens vom 15. September 1948 offiziell ins Leben gerufen, um einen spürbaren Beitrag zur Steigerung der Arbeitsproduktivität zu leisten.
Es wurde letztmals in der Neuererverordnung aus dem Jahr 1971 geregelt, deren Geltung mit der Bekanntmachung über die Aufhebung der Neuererbewegung vom 8. August 1990 wenige Monate vor der Wiedervereinigung beendet wurde.
Das Neuererwesen umfasste seit 1963 Neuerervorschläge und Neuerervereinbarungen.
- Neuerervorschläge wurden ähnlich abgewickelt wie im Westen die Verbesserungsvorschläge im Betrieblichen Vorschlagswesen.
- Neuerervereinbarungen dienten der Lösung komplexerer Probleme und waren grob vergleichbar mit dem, was man im Westen Qualitätszirkel nannte.

## Vergütungen
Die Vergütungen, die Neuerer für umgesetzte Neuerungen erhielten, lagen zwischen 30 und 30.000 DDR-Mark, wobei der prozentuale Anteil der Vergütung am Erstjahresnutzen von 16 % bis 1.000 Mark Nutzen auf 0,5 % bei einem Nutzen von mehr als 1.000.000 Mark absank. Bei einem Erstjahresnutzen von beispielsweise 100.000 Mark lag die Vergütung bei 3.120 Mark. Allerdings konnten diese Vergütungen in Ausnahmefällen (besondere Bedeutung, volkswirtschaftliche oder betriebliche Schwerpunkte, beispielgebender Einsatz insbesondere bei kollektiver Neuerertätigkeit) verdreifacht werden. Somit lag die theoretische Höchstprämie bei 90.000 Mark.

## Sonstiges
In allen größeren Betrieben gab es Büros für die Neuererbewegung (BfN). Bis 500 Beschäftigte war ein nebenamtlicher Bearbeiter im BfN ausreichend. Darüber war pro angefangene 1000 Beschäftigte mindestens ein hauptamtlicher Bearbeiter vorgeschrieben. An den Hochschulen wurde eine akademische Zusatzausbildung für diese Bearbeiter angeboten.
Das Neuererwesen war Teil der Planwirtschaft mit detaillierten Vorgaben über die in den einzelnen Betrieben zu erreichende Anzahl der Vorschläge und deren ökonomischen Nutzen. Die hohen Beteiligungszahlen belegen den propagandistischen, gesellschaftlichen Stellenwert, spiegeln aber weniger den wahren ökonomischen Nutzen wider. 1965 zählte man 409.000 Neuerervorschläge (NV) mit einem angegebenen Nutzen von über 1,2 Milliarden Mark der DDR, 1988 gar 440.000 NV mit einem angegebenen Nutzen von mehr als 6,2 Milliarden DDR-Mark.
Zum Neuererwesen der DDR gehörte auch die Messe der Meister von Morgen. 1988 wurden 51.200 derartige Messen veranstaltet und über 850.000 Exponate ausgestellt, die von innovativen Jugendlichen geschaffen worden waren. Vom Amt für Erfindungs- und Patentwesen der DDR, das als oberste Instanz für die Lenkung der Neuererbewegung zuständig war, wurde die Monatszeitschrift Der Neuerer – Zeitschrift für Erfindungs- und Vorschlagwesen herausgegeben. Die Zeitschrift erschien von 1952 bis 1990.
Das Neuererwesen war in der DDR ein Politikum und hatte damals einen wesentlich höheren Stellenwert als das Betriebliche Vorschlagswesen der Bundesrepublik Deutschland. Der extrem hohe und nicht ohne weiteres messbare Aufwand für die staatliche Förderung des Neuererwesens tauchte in der offiziellen DDR-Statistik nirgends auf. Der reale Nutzen dürfte jedoch die Kosten der Neuererbewegung mindestens getragen haben.
Für die werktätigen Neuerer gab es einen Neuererpass, in den die Vorschläge eingetragen wurden.